# Ốc đụn cái
Ốc đụn cái, danh pháp hai phần: Tectus niloticus, hay Ốc đụn, Ốc vú, Ốc vú nàng là động vật thân mềm chân bụng sống ở biển thuộc họ Turbinidae (họ Ốc xà cừ).
Đây là loài được xếp vào nhóm các loài động vật có tình trạng đang bị đe dọa tuyệt chủng ở Việt Nam tuy nhiên vẫn là món ăn được tiêu thụ nhiều ở các vùng biển du lịch. 

## Miêu tả
Loài ốc này có vỏ hình chóp, dài 66 mm, trên vòng xoắn có vòng nhô cao, từ vòng xoắn thứ hai đến đỉnh vỏ, gờ này có dạng hình ống có lỗ ở đầu. Ở đế vỏ có những đường xoắn ốc ếp đều nhau từ trong miệng ốc chạy ra đến mép vỏ. 

## Phân bố
Ở vùng Thái Bình Dương, Nhật Bản, Úc, Tây Polynesia, Philippines, Indonesia. 
Tại Việt Nam chúng sinh sống ở các khu biển thuộc Khánh Hòa, Bình Thuận, Phú Quốc...

## Khai thác
Ốc vú nàng được khai thác làm thực phẩm và sản phẩm lưu niệm trang trí vì có lớp vỏ xà cừ đẹp.

## Hình ảnh

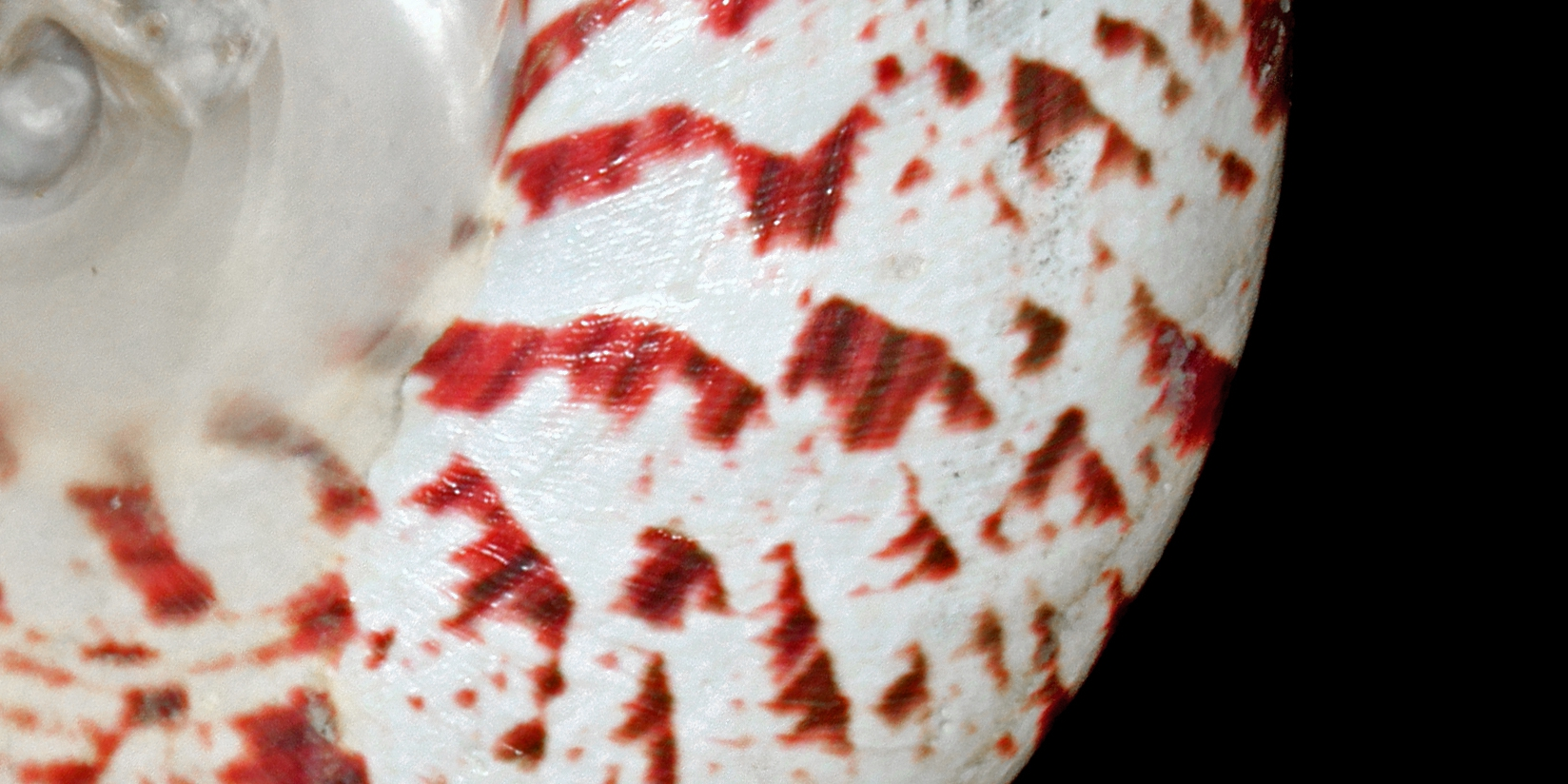
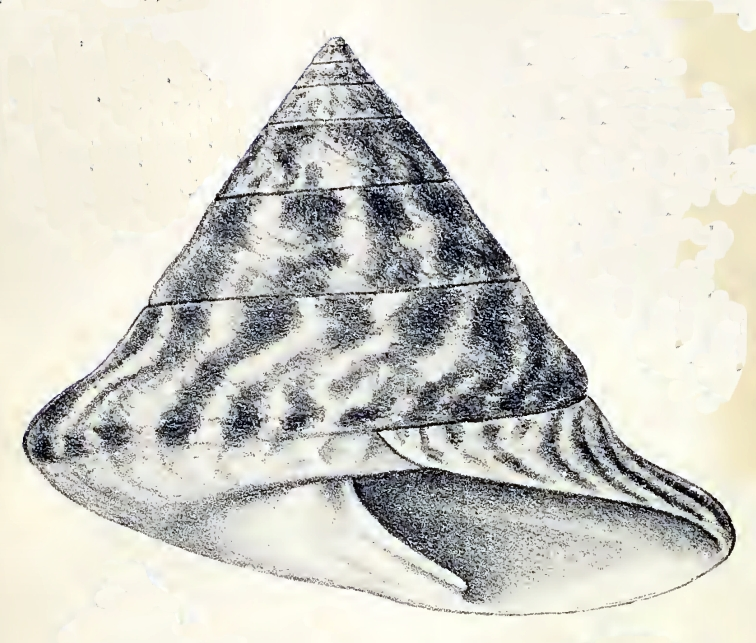
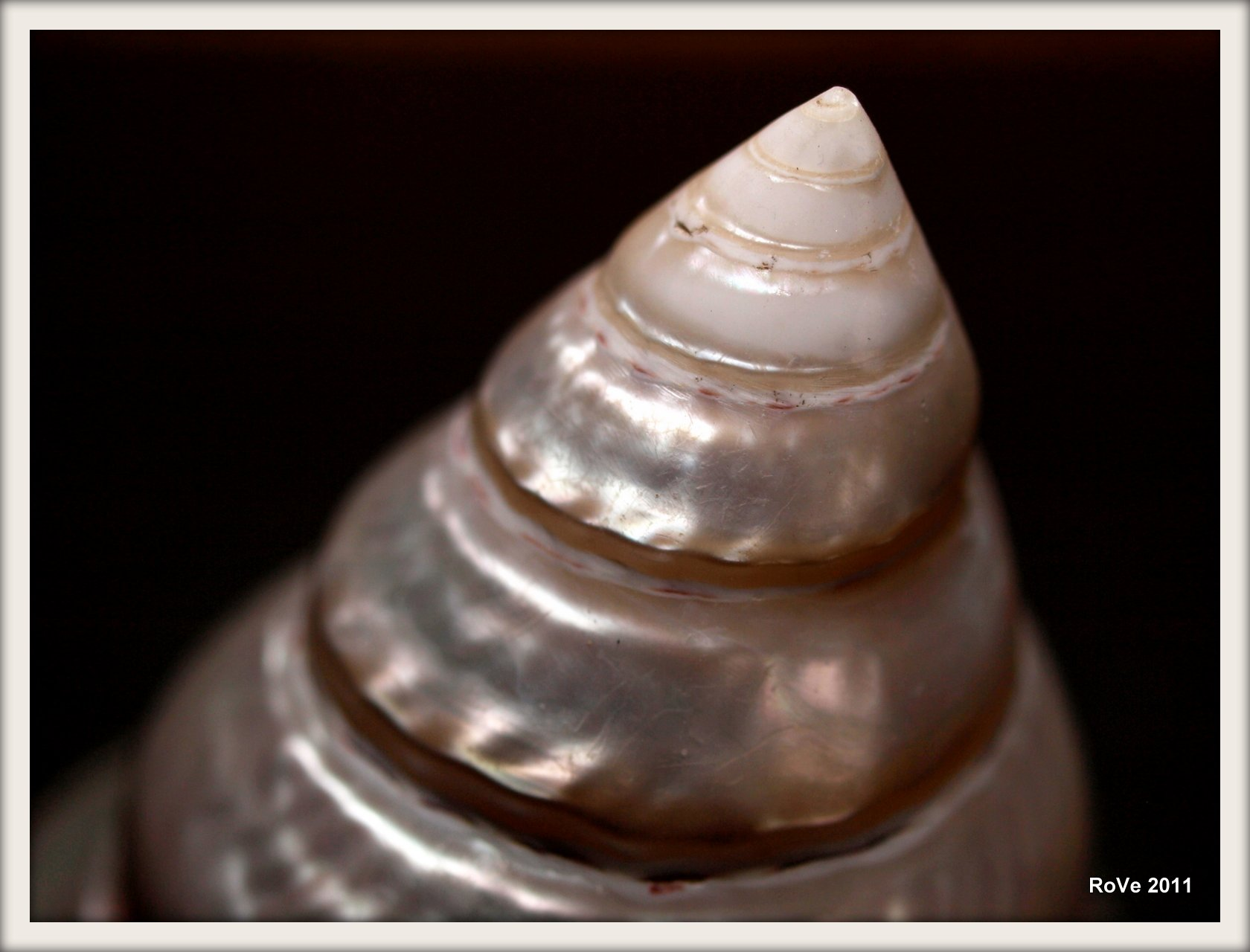
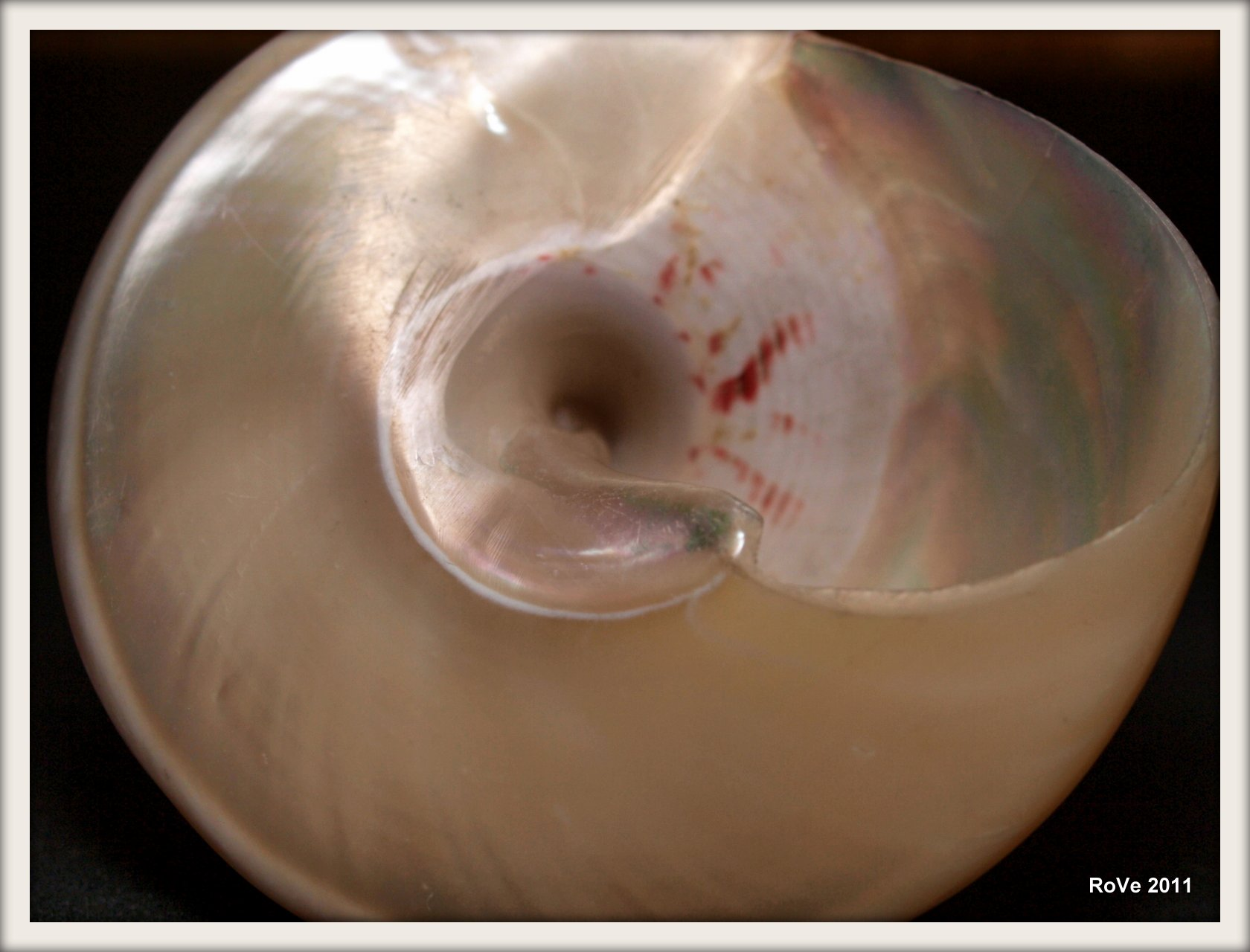